# Salsola rabieana
Salsola rabieana är en amarantväxtart som beskrevs av Inez Clare Verdoorn. Salsola rabieana ingår i släktet sodaörter, och familjen amarantväxter. Inga underarter finns listade i Catalogue of Life.